# Aloe sabaea
Aloe sabaea é uma espécie de liliopsida do gênero Aloe, pertencente à família Asphodelaceae.